# ハマー虐殺
ハマー虐殺 (ハマーぎゃくさつ、アラビア語: مجزرة حماة) は1982年2月にハーフィズ・アル＝アサド大統領の命令によりシリア軍がハマーの街で実行した焦土作戦の結果として起こった。この、アサド政権のもとで蜂起したムスリム同胞団の鎮圧を目的とした作戦を指揮したのは、アサド大統領の弟であるリフアト・アル＝アサドだとされている。指導者層が大統領も含めアラウィ派出身の人間に偏っていたアサド政権に対して、ムスリム同胞団をはじめとしたスンニ派イスラム主義者集団が行った1976年に始まる組織的運動は、1982年のハマー虐殺により事実上終わりを迎えた。
はじめ西側諸国に外交筋から伝えられた数字は、1,000人が殺害された、というものだった。その後の推計にはばらつきがあり、最も少ない10,000人以上のシリア市民が殺されたという報道から、20,000人（ロバート・フィスク）、40,000人（シリア人権委員会）まで数字の開きがある。作戦中にシリア軍兵士も1,000人余りが死亡し、歴史ある街の大部分が破壊された。例外的な、という意味ではヨルダンの黒い9月事件と並ぶであろう この出来事は「単一の事件としては現代の中東においてアラブ系政府が自国民に対して起こした最悪の行動」 の一つにも数えられる。犠牲者の圧倒的大多数は一般市民だった。
シリア国内のメディアのまとめによれば、戦闘を開始した反政府派の暴徒は「家で眠りについている我々の仲間に襲いかかり、手当たり次第に女子供を殺し、犠牲者の遺体をバラバラにして路上に放置している。彼らはまるで狂犬のように暗い憎しみに突き動かされていた」。しかし治安部隊が「彼らの犯罪に立ち向かうべく動きだし」、「殺人鬼の息の根をとめて懲らしめた」。

## 背景
アラブ民族主義とアラブ社会主義を標榜するシリアのバース党は、保守主義を掲げるムスリム同胞団と1940年以来衝突を繰り返していた。この二つの組織は、重要な点で考えを異にしていた。世俗的かつ民族主義的で、少数のアラウィ派に率いられるバース党（さらにアラウィ派は保守的なスンニ派のイスラム教徒から異端とみなされていた）と、他のイスラム主義組織同様に民族主義を非イスラム的とみなし、政治および政府は信仰とは分離できないと考えるムスリム同胞団の違いは大きかった。バース党員の大多数が社会的に地位が低く出自が不明であり、過激な経済政策を好んだのに対して、スンニ派のムスリムはシリアの権力基盤を押さえ、スークを支配しており、経済に介入する政府を脅威とみなす傾向にあった。とはいえスンニ派の著名人が全て原理主義を信奉していたわけではなく、同胞団をバース党に対抗するための便利な道具とみていただけでもない。

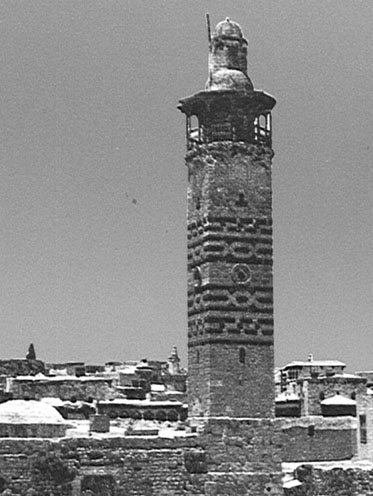
政府軍による攻撃前のハマーの街

ハマーは単なるシリアの一都市ではなく「この地に根づく保守主義とムスリム同胞団の砦」であり「かねてからバース党国家の恐るべき敵であった」。両派による最初の本格的な衝突が1963年のクーデター（ラマダーン革命）の直後に起こり、 この騒乱のなかでバース党は初めてシリア国内で権力を掌握した。しかし1964年4月にハマーで暴動が起こり、イスラム教徒の反政府勢力が「バリケードを築き、食糧と武器を集め、ワインショップを荒らした」。イスマーイール派のバース党員だった民兵が殺されると暴動は勢いを増し、ハマーにおいてバース党の「痕跡を残すあらゆるもの」に襲いかかった。暴徒を鎮圧するために戦車が動員され、ムスリム同胞団には70人の死者が出た。多くの逮捕者や負傷者が出たが、地下に姿を消した人間はそれ以上に多かった。
ハマーでの衝突後、政府とイスラム主義諸派は定期的に争う事態になった。しかしさらに深刻な問題が生じたのは、1976年のシリアによるレバノン侵攻後である。1976年から1982年にかけて、スンニ派のイスラム主義者はバース党の操る政府と「テロルの長い戦い」(Long campaign of terror)と呼ばれる運動を行った。1979年には、同胞団が国内の複数の都市で軍当局者や政府職員をターゲットにしたゲリラ活動を展開した。それに対して政府は大量逮捕や拷問、虐待、そして虐殺を行った。1980年7月に法律第49号が制定され、ムスリム同胞団のメンバーであることが死を意味するものとなった。
1980年代に入ってからも数年間は、ムスリム同胞団を始めとするイスラム主義諸派による政府機関やその職員へのゲリラ攻撃、爆弾攻撃が続いた。1980年6月26日には、マリ大統領の政府主催レセプションの最中にハーフィズ・アル＝アサド大統領が暗殺されかける事件まで起こった。マシンガンの一斉射撃がそばをかすめるなか、アル＝アサドは投げ込まれた手榴弾に駆け寄って蹴り返し、ボディガードがもう一つの爆弾の炸裂を身体で押さえ込んだと伝えてられている（彼は生き残り、後にきわめて高い地位に昇進している）。軽傷を負った程度で生き延びたアル＝アサドは速やかな、容赦ない復讐を命じた。弟のリフアト・アル＝アサドの忠実な部下によって、わずか数時間後にはパルミラ近郊のタドモル刑務所の監房内において、投獄されていたイスラム主義者（1200人以上という報告がある）の多くが処刑された。

## 反政府勢力によるハマー襲撃
1982年2月3日午前2時、ハマー虐殺の発端となる出来事が起こった。旧市街を探索中の陸軍部隊が「〔アブー・バクルの名でも知られる〕地元ゲリラの指揮官ウマル・ジャワドの潜伏場所を偶然に発見し」待ち伏せを行っていた。それ以外の反政府勢力の部屋には無線で警戒態勢をとるよう連絡がはいり、「屋上の狙撃手がおそらく1人〔のシリア軍兵士〕を仕留めた」。増援部隊は、当時ハマーに「一斉蜂起の号令をかけた」アブー・バクルの包囲に急いだ。モスクのスピーカーを使って信者にバース党へのジハードが呼びかけられ、何百という暴徒化したイスラム主義者が政府職員やバース党指導者の自宅に殺到し、警察署は占拠され、武器庫は荒らされた。2月3日の明け方までには70人近いバース党幹部が殺され、蜂起したイスラム主義者を始めとする反政府勢力はハマーを「解放区」であると宣言し、シリア人に「異教徒」に対して立ち上がることを訴えた。

## 政府軍の攻撃

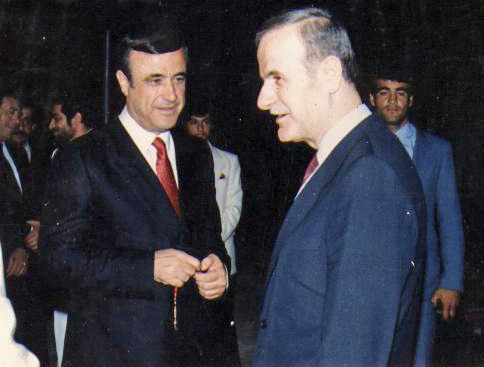
シリア大統領のハーフィズ・アル＝アサド (右)。弟のリフアト・アル＝アサド(左) が作戦を指揮したとされている

折しもイラン・イラク戦争や前年のイスラエルによるイラク原子炉爆撃事件に国際社会の関心が集まり、大規模な武力鎮圧を実行しても欧米や周辺諸国のシリアへの介入は無いと判断したハーフィズ・アル＝アサドは、この期にムスリム同胞団を殲滅する事を決断した。革命防衛隊・特殊部隊・空軍及びムハバラートへ作戦命令を下達し、リフアトの率いる革命防衛隊を中心とした地上部隊とムハーバラートを街に向かわせた。攻撃前に街には降伏が勧告され、同時に市内に残っているものは誰であろうと反逆者とみなすという警告がおこなわれた。作家のパトリック・シールによれば、「党関係者もハマーに送られたパラシュート部隊も皆が今度こそイスラム主義者の闘争心を街から奪い去らねばならないということを理解していた。たとえどんな犠牲を払ってでも…」と、作戦に参加した政権側の将兵には最高司令官ハーフィズ・アル＝アサドの目標がムスリム同胞団の完全な殲滅である事を理解・徹底させていたという。12,000人の軍隊が包囲する中、ハマーでの戦闘は3週間続いた。「街の奪還」は1週間で終わり、残りの2週間は「反逆者狩り」に費やされた。ロバート・フィスクは「この国に哀れみを」の中で、戦車を擁する部隊が街の包囲を開始するため郊外に集結しつつあるときに、市民がどのようにハマーから脱出したかについて記述している。このとき彼が引用しているのは死者の多さ、脱出する市民と兵士に水と食糧が不足していることを報告する文書である。
アムネスティ・インターナショナルによれば、シリア軍は狭い街路を通る歩兵や戦車の侵入を容易にするため上空から旧市街中心部に爆撃を行っている。建築物の類は戦闘が始まって4日で戦車部隊によって破壊され、街の大部分が廃墟となった。政府軍がシアン化水素を使用したという報告もあるが、これは根拠がない。内部で激しい抵抗を受けたリフアトの軍隊は、街の包囲を行い3週間に渡って砲撃を加え続けた。
最初の攻撃の後で、政府軍と治安部隊が派遣され、がれきの下までムスリム同胞団のメンバーと支持者の捜索が行われた.。反逆容疑をかけられた者の拷問と大量処刑が行われ、数週間で死者は数千人に及んだ。旧市街の地下にある坑道にまだ反乱者が隠れていると当たりをつけたリフアトは、ディーゼル燃料をポンプで送り込んで炎上させ、坑道の入り口に待機させていたT-72戦車にそこから脱出しようとする人間を砲撃させた。

## 犠牲者数
1982年に初めて西側の各国政府の外交筋から伝えられた情報では、戦闘で1000人が殺害されたということが信じられていた。その後犠牲者の推計は、政府軍の死者およそ1000人も含めて、7,000人から40,000人までばらつきがある。虐殺直後のハマーに滞在したロバート・フィスクは、もともと死者数を10,000人としていたが、後になって倍の20,000人と推計している。あるいは政府側の「推計」であれば、大統領の弟であるリフアトが誇らしげに自分は38,000人を殺したと語ったというエピソードも伝わっている。アムネスティ・インターナショナルは、はじめ犠牲者数を10,000から25,000人の間であり、ほとんどが民間人であるという数字を出していた。
シリア人権委員会の報告では、「25,000人以上」 あるいは30,000人から40,000人が殺されたと推計されている。シリア・ムスリム同胞団も、40,000人前後の犠牲者が生まれたと主張している。
24年後、シリア人ジャーナリストのスビ・ハディドは「アリー・ハイダル少将の指揮のもと街の包囲は27日間に及び、重砲と戦車の火力に晒された。そして街は侵略され、30,000人、40,000人という市民が殺された。15,000人がいまも行方不明であり、土地を追われた人間は100,000人に達する」と語っている。

## 虐殺以後
ハマーの暴動以後、イスラム主義者の武力闘争は破綻した。ムスリム同胞団は亡命者グループとなり、他の派閥も服従するか、地下に潜った。暴動中シリア政府は国内に向けてきわめて強硬な姿勢をとっており、その後もアサドは政治家としての余生を政治的戦術によらず圧政に頼るようになる。一方で、経済の自由化は1990年代に始まっている。
またこの事件により、以前から明らかになっていた反政府勢力の足並みの乱れに拍車がかかり、各派閥内で深刻な亀裂が生じた。とりわけ彼らの信念が揺らいだことに、この虐殺の意味がある。そして同時に彼らはハマーの暴徒の支援なしに、シリア国内ではもうスンニ派の蜂起が起こりえないことを理解していた。反政府グループのメンバーの大半は国外へ脱出し（あるいは追放状態のままで）、主にヨルダンとイラクに向かった。中にはアメリカ、イギリス、ドイツを目指した者もいる。最大の反対勢力であったムスリム同胞団は、武力による抵抗を諦め、その後2派に分裂した。一方はより近代的で、国外のムスリム同胞団にも承認されており、最終的にイギリスに本拠地を置き活動を続けている。もう一方は、イラク政府の支援を受けてイラク国内に何年にもわたって軍事組織を擁していたが、後にロンドンの主流派と合流した。
ハマー虐殺は、アサド政権が人権を軽視していた「前科」を告発する文脈において、しばしば取りあげられる。シリア国内でこの虐殺事件に触れることは、厳しく制限されている。しかし事件全体のおおまかな輪郭―双方が様々なゲリラに置き換えられて―は、国中でよく知られている。虐殺が公の場で言及されたとき、それはすでにハマーにおける一つの「出来事」「事件」でしかなかった。